# Daniel Magder
Daniel Ryan Magder (Toronto, Ontario, 12 de diciembre de 1991) es un exactor canadiense. Ha aparecido en series y películas como The Famous Jett Jackson y X-Men. Su papel más conocido es el de Edwin Venturi en Life with Derek.
Magder se graduó de la Escuela Secundaria Thornlea en Thornhill, Ontario. Después de asistir a la Universidad de Columbia Británica durante su primer año, se trasladó al curso de escritura para cine y televisión de la Escuela de Cine de Vancouver, que completó en diciembre de 2011. Es hermano de la fraternidad Alpha Epsilon Pi, capítulo Beta Chi.

## Filmografía

### Televisión
| Año       | Título                          | Papel           | Notas        |
| --------- | ------------------------------- | --------------- | ------------ |
| 1998      | Tierra: conflicto final         | Liam            | 1 episodio   |
| 1999      | Bobo                            | Sam             | 2 episodios  |
| 1999-2000 | Real Kids, Real Adventures      | Brian/Davey     |              |
| 2000      | The Famous Jett Jackson         | Niño 1          | 1 episodio   |
| 2005      | Arts and Crafts: Crayon Edition | Spencer Hoffman | 1 episodio   |
| 2005-2009 | Life with Derek                 | Edwin Venturi   | 70 episodios |
| 2009      | The Latest Buzz                 | Elliot          | 1 episodio   |
| 2012      | Mudpit                          | Michael/Booch   | 26 episodios |

### Películas
| Año  | Título                       | Papel                                  | Notas                  |
| ---- | ---------------------------- | -------------------------------------- | ---------------------- |
| 1998 | Aldrich Ames: Traitor Within | Paul Ames                              |                        |
| 1999 | Vanished Without a Trace     | Daniel Porterson                       | Película de televisión |
| 1999 | One Special Night            | Michael                                |                        |
| 2000 | Race Against Time            | Bobby Gabriel                          |                        |
| 2000 | Camera                       | Director                               |                        |
| 2000 | X-Men                        | Boy On Raft                            |                        |
| 2001 | Angel Eyes                   | Larry Pogue, Jr.                       |                        |
| 2001 | Reunion                      | Brian Cosgrave                         |                        |
| 2001 | Zebra Lounge                 | Daniel Barnet                          |                        |
| 2001 | Jennifer                     | Jake (6 años)                          |                        |
| 2002 | Guilty Hearts                | Cooper Moran                           |                        |
| 2002 | Guilt by Association         | Joven Max                              |                        |
| 2002 | Mom's on Strike              | A.J. Harris                            |                        |
| 2004 | A Deadly Encounter           | Eric Sanders                           |                        |
| 2005 | Mee-Shee: The Water Giant    | Mac Cambell                            |                        |
| 2008 | Sticks and Stones            | Michael                                |                        |
| 2009 | The Good Witch's Garden      | Mal amigo 1                            |                        |
| 2010 | Vacation with Derek          | Edwin Venturi                          | Película de televisión |
| 2011 | UBC LipDub 2011              | Asistente de Marianas Trench, Cantante |                        |
| 2011 | Knockout                     | Matthew Miller                         |                        |